# David Bustos
David Bustos González (Palma de Mallorca, 25 augustus 1990) is een Spaanse middellangeafstandsloper, die gespecialiseerd is in de 1500 m. Hij werd Ibero-Amerikaans kampioen, meervoudig Spaans kampioen en Europees jeugdkampioen in deze discipline. Ook nam hij tweemaal deel aan de Olympische Spelen, maar won bij die gelegenheid geen medailles.

## Biografie

### Jeugd
In 2007 won behaalde Bustos een vierde plaats bij de wereldjeugdkampioenschappen voor junioren B (U18). Zijn eerste grote succes boekte hij twee jaar later bij de Europese jeugdkampioenschappen op de 1500 m. Met een tijd van 3.43,19 veroverde hij de Europese titel. 

### Senior
In 2010 won Bustos op de 1500 m een gouden medaille bij de Ibero-Amerikaanse kampioenschappen. Zijn eerste nationale titel op deze afstand won hij in 2012, welke hij een jaar later prolongeerde. Op de Europese kampioenschappen van 2012 in Helsinki behaalde hij een bronzen medaille op de 1500 m. Vier jaar later werd hij tweede, achter Filip Ingebrigtsen.
Op de Olympische Spelen van 2016 in Rio de Janeiro kwam hij uit op de 1500 m. Via 3.39,73 (series), 3.56,54 (halve finale) plaatste hij zich voor de finale. Daar was zijn finishtijd van 3.51,06	goed voor een zevende plaats. 
Bustos was achtereenvolgens aangesloten bij  Metalnox Calviá,  ADA Calviá en C.D. Nike Running.

## Titels
- Ibero-Amerikaans kampioen 1500 m - 2010
- Spaans kampioen 1500 m - 2012, 2013
- Spaans indoorkampioen 1500 m - 2013
- Europees jeugdkampioen 1500 m - 2009

## Persoonlijke records
Outdoor
| Onderdeel   | Prestatie | Datum            | Plaats    |
| ----------- | --------- | ---------------- | --------- |
| 800 m       | 1.46,12   | 23 juni 2010     | Barakaldo |
| 1000 m      | 2.25,00   | 12 mei 2018      | Ibiza     |
| 1500 m      | 3.34,77   | 7 juni 2012      | Huelva    |
| 1 Eng. mijl | 3.53,40   | 13 juni 2013     | Oslo      |
| 10 km       | 30.33     | 31 december 2015 | Madrid    |

Indoor
| Onderdeel | Prestatie | Datum           | Plaats     |
| --------- | --------- | --------------- | ---------- |
| 800 m     | 1.47,05   | 13 maart 2010   | Doha       |
| 1500 m    | 3.38,41   | 8 februari 2013 | Düsseldorf |
| 3000 m    | 8.00,58   | 29 januari 2012 | Sabadell   |

## Palmares

### 800 m
- 2010: 4e in ½ fin.  WK indoor - 1.47,05
- 2010: 11e in ½ fin. EK - 1.49,08
- 2011: 6e in ½ fin. EK indoor - 1.50,46

### 1500 m
- 2007: 4e WK U18 - 3.46,73
- 2008: 7e in serie WK U20 - 3.48,54
- 2009:  EK U20 - 3.43,19
- 2010:  Ibero-Amerikaanse kamp. - 3.53,31
- 2011:  EK U23 - 3.50,59
- 2012: 6e in WK indoor - 3.43,66
- 2012:  EK - 3.46,45
- 2012: 6e in serie OS - 3.41,34
- 2013: 8e EK indoor - 3.40,14
- 2013: 11e in serie WK - 3.41,69
- 2014: 6e EK - 3.46,92
- 2015: 12e in ½ fin. WK - 3.42,48
- 2016:  EK - 3.46,90
- 2016: 7e OS - 3.51,06 (in series: 3.39,73)